# William Francis Patrick Napier
William Francis Patrick Napier, född 17 december 1785 i Cellbridge på Irland, död 12 februari 1860 i Clapham, var en brittisk militär (general), politiker och författare, son till George Napier, bror till Charles James och George Thomas Napier.
William Napier utbildade sig i Cellbridge nära Dublin, tillsammans med sin äldre bror Charles. Under tiden för det stora irländska upproret, 1798, sökte han sig till det militära och blev officiellt löjtnant den 18 april 1801. Efter endast tre år, den 2 juni 1804, blev han utnämnd till kapten. Napier tjänstgjorde under bombardemanget av Köpenhamn 1807 och förflyttades därefter tillsammans med sitt regemente till Spanien. Under sin militära karriär råkade han ut för skador i höften och en kula i ryggen. Som belöning för de lidanden han fick utstå blev både han och hans bror George upphöjda till majorer. Våren 1812 gifte sig Napier med sin kusin, dottern till general Henry Edward Fox, men bara tre veckor därefter, avseglade han till Portugal trots sina ihållande skador. Under januari 1813 for han till England, men redan under augusti samma år blev han återförd till sitt regemente i Pyreneerna. Där deltog han i stormningen av Petite Rhune och passagen vid Nive. Efter att ha åsamkat sig ytterligare skador, återvände Napier slutligen till Storbritannien under senvåren 1814. 
Återstoden av sitt liv ägnade han åt utbildning, politik och författarskap. Napier blev 1830 överste och 1842 generalmajor samt var 1842–1847 guvernör på Guernsey. . Han skrev en utförlig historia om de pyreneiska fälttågen mot Napoleons välde, History of the War in the Peninsula and in the south of France (6 band, 1828–1840; många senare upplagor), vilken såväl genom sitt innehåll som genom sin stil ställer sin författare främst bland sin tids engelska krigshistoriker samt översattes och beundrades även i Frankrike. Ett utdrag är English Battles and Sieges in the Peninsula (ny upplaga 1889). Hans landsmän jämförde honom som krigshistoriker med Thukydides och Cæsar. Till försvar för sin broder Charles tillvägagående i Indien utgav Napier flera skrifter, som History of the Conquest of Scinde (1845), History of the Administration of Scinde (1851) samt Life and Opinions of sir Charles James Napier (4 band, 1857). Han var även en flitig brevskrivare till tidningen Times. I politiken slöt han sig till de radikala reformivrarna.